# Ист-Редмонд (Вашингтон)
Ист-Редмонд — город в округе Кинг, штат Вашингтон, существовавший с 1956 по 1965 год. Город, тогда расположенный к востоку от Редмонда в агломерации Сиэтла, был образован в результате спора о землепользовании между соседями. Ист-Редмонд, население которого составляло менее 400 человек, был признан не соответствующим минимальному требованию штата к численности населения для инкорпорирования в качестве города и был ликвидирован по решению Верховного суда штата Вашингтон в 1965 году.

## История
В 1954 году правительство округа Кинг заключило соглашение с семьёй Динков об эксплуатации гравийного карьера на их территории в Ист-Редмонде для использования при строительстве межштатной автомагистрали 405.